# Щукоподобни
Щукоподобни (Esociformes) са малък разред хищни риби от клас Лъчеперки (Actinopterygii).

## Разпространение и местообитание
Представителите на разред Щукоподобни се срещат само в сладките води в Северна Америка и в северните райони на Евразия.

## Класификация
Разредът включва едно изчезнало и две живи семейства, всяко с по 5 вида.
Разред Щукоподобни
- Семейство †Palaeoesocidae Sytchevskaya, 1976[1]
- Семейство Щукови (Esocidae) G. Cuvier, 1817
- Семейство Umbridae Bonaparte, 1845

## Описание
Esocidae са чакащи из засада хищници с остри зъби, удължени муцуни и дълги, мускулести торсове. Двата по-изявени вида от рода са E. lucius, който може да достигне дължина до 1,5 метра, и E. masquinongy, който достига до още по-големи размери.
Umbridae са много по-малки, с обичайна дължина под 20 cm. Те обаче са изключително ефективни хищници в засада. От трите северноамерикански вида от род Umbra, само U. limi притежава ограничена способност за въздушно дишане.